# Glandiceps qingdaoensis
Glandiceps qingdaoensis is een diersoort in de taxonomische indeling van de Hemichordata. Het dier behoort tot het geslacht Glandiceps en behoort tot de familie Spengelidae. De wetenschappelijke naam van de soort werd voor het eerst geldig gepubliceerd in 2005 door An & Li.